# Dobliče
Dobliče este o localitate din comuna Črnomelj, Slovenia, cu o populație de 179 de locuitori.